# معركة كيب فينيستر (1805)
اندلعت معركة كيب فينيستر (22 يوليو عام 1805) قبالة سواحل جليقية في إسبانيا، شهدت مواجهة بحرية غير حاسمة بين الأسطول البريطاني، بقيادة الأدميرال روبرت كالدر، والأسطول الفرنسي-الإسباني المشترك، العائد من الهند الغربية. لم يتمكن البريطانيون في المعركة الحاصلة من الحيلولة دون انضمام أسطول الأدميرال بيير دي فيلنوف إلى سرب فيرول، على الرغم من نجاحهم في أسر سفينتين إسبانيتين من سفن الخط. كما أخفقوا في توجيه الضربة القاضية التي كان من شأنها أن تدرأ عن بريطانيا العظمى خطر الغزو الوشيك. تمت محاكمة روبرت كالدير عسكريًا لاحقًا، وتلقى توبيخًا شديدًا بسبب تقصيره، بما في ذلك عدم عودته إلى المعركة في 23 مايو و24 يوليو.
وفي الوقت ذاته، آثر فيلنوف العدول عن الإبحار نحو بريست بعد انتهاء المعركة، وهناك كان بإمكانه الالتحاق بالأسطول الفرنسي، وتطهير القناة الإنجليزية تمهيدًا لغزو بريطانيا العظمى، لكنه آثر العزوف عن المخاطرة.

## المعركة
في يوم 19 يوليو، وردت إلى نائب الأدميرال روبرت كالدر أنباء عن اقتراب أسطول فرنسي عائد من الهند الغربية. وصدرت إليه الأوامر برفع الحصار عن مينائي روشفور وفيرول، والإبحار صوب كيب فينيستر لاعتراض فيلنوف. رصدت الأساطيل بعضها الساعة 11:00 من صباح يوم 22 يوليو.
بعد ساعات من المناورة في اتجاه الجنوب الغربي، اندلعت شرارة القتال حوالي الساعة 17:15 عندما اندفع الأسطول البريطاني، تتقدمه السفينة هيرو (بقيادة القبطان ألان غاردنر)، صوب الخط القتالي الفرنسي-الإسباني. غير أن ضعف الرؤية جعل المعركة تنزلق إلى مجابهة مشوشة. كانت سفينة مالطا بقيادة السير إدوارد بولر متمركزة في الطرف الأخير من الخط البريطاني عند اقترابها من العدو، ووجدت نفسها محاصرة وسط خمس سفن إسبانية، تحت جنح النهار الخافت والضباب المتقطع. صمدت سفينة مالطا رغم القصف العنيف الذي أوقع خمسة قتلى وأربعين جريحًا في صفوف طاقمها، وردّت بضراوة، تمطر خصومها بوابل من القذائف الجانبية المدمرة.
نجح بولر في إجبار السفينة الإسبانية سان رافائيل، المزودة بثمانين مدفعًا، على إنزال علمها استسلامًا بحلول الساعة 20:00. ولم يكتفِ بذلك، بل أوعز إلى زوارق مالطا بالتوجه نحو السفينة الإسبانية فيرمي، ذات الأربعة والسبعين مدفعًا، والاستيلاء عليها. ومع الساعة 20:25، أشار كالدر إلى قواته بوقف القتال، مع نيّة استئنافه في اليوم التالي، لكن الارتباك العام وضعف الرؤية أدّيا إلى استمرار تبادل النيران العشوائي لبعض السفن لمدة ساعة أخرى.